# Yosuke Kataoka
Yosuke Kataoka (født 26. maj 1982) er en japansk fodboldspiller.
Han har spillet for flere forskellige klubber i sin karriere, herunder Omiya Ardija, Kyoto Sanga FC og Gainare Tottori.